# Manyara (vùng)
Manyara là một vùng của Tanzania. Thủ phủ của vùng Manyara đóng tại Babati. Vùng Manyara có diện tích 46359 ki lô mét vuông. Đến thời điểm điều tra dân số ngày 25 tháng 8 năm 2002, vùng Manyara có dân số 1040461 người.